# Carl Dorsey
Carl Dorsey   (Lima, 12 de maig de 1894 - 9 de juliol de 1974) va ser un regatista estatunidenc que va competir durant la dècada de 1930.
El 1932 va prendre part en els Jocs Olímpics de Los Angeles, on va guanyar la medalla d'or en la categoria de 8 metres del programa de vela a bord de l'Angelita. Quatre anys més tard, als Jocs de Berlín, i novament a bord de l'Angelita, fou desè en la mateixa prova.